# A BFC Siófok 2003–2004-es szezonja
A BFC Siófok 2003–2004-es szezonja szócikk a BFC Siófok első számú férfi labdarúgócsapatának egy szezonjáról szól, mely összességében a 14. idénye a csapatnak a magyar első osztályban. A klub fennállásának ekkor volt a 82. évfordulója.

## Mérkőzések
| Színmagyarázat | Színmagyarázat |
| -------------- | -------------- |
|                | Győzelem.      |
|                | Döntetlen.     |
|                | Vereség.       |

### Arany Ászok Liga 2003–04

#### Őszi fordulók
| 1. forduló 2003. július 26. |

| BFC Siófok                          | 1 – 1               | Ferencváros                        |
| ----------------------------------- | ------------------- | ---------------------------------- |
| Csordás 35' Virág 21' Filipovic 89' | (1 – 0) Jegyzőkönyv | Rósa 48' Kapič 55' Vukmir 69′, 81′ |

| Révész Géza utcai stadion, Siófok Nézőszám: zárt kapus Játékvezető: Bede Ferenc (magyar) |

| 2. forduló 2003. augusztus 1. |

| Győri ETO  | 0 – 0   | BFC Siófok                                   |
| ---------- | ------- | -------------------------------------------- |
| Kalina 27' | (0 – 0) | Virág 23' Hegedűs 25' László 63' Csordás 64' |

| Rába ETO Stadion, Győr Nézőszám: 2 000 Játékvezető: Solymosi Péter (magyar) |

| 3. forduló 2003. augusztus 8. |

| BFC Siófok                                            | 2 – 0   | Haladás                                   |
| ----------------------------------------------------- | ------- | ----------------------------------------- |
| Györök 18' 43' Filipovic 88' László 65' Csordás 90+1' | (1 – 0) | Lőrincz 15' Horváth 19' Czeglédi 55′, 62′ |

| Révész Géza utcai stadion, Siófok Nézőszám: 2 500 Játékvezető: Világi Balázs (magyar) |

| 4. forduló 2003. augusztus 23. 20:00 |

| BFC Siófok                                                         | 1 – 0               | Debreceni VSC                      |
| ------------------------------------------------------------------ | ------------------- | ---------------------------------- |
| Csordás 64' Juhász 40' Györök 45' Usvat 56' Virág 70' Radics 90+3' | (0 – 0) Jegyzőkönyv | Nikolov 20' Madar 28' Szekeres 74′ |

| Révész Géza utcai stadion, Siófok Nézőszám: 3 000 Játékvezető: Szarka Zoltán (magyar) |

| 5. forduló 2003. augusztus 31. |

| Videoton                                           | 2 – 1   | BFC Siófok                                     |
| -------------------------------------------------- | ------- | ---------------------------------------------- |
| Tóth 13' Szalai 89' Savu 42' Vochin 57' Koller 82' | (1 – 0) | Kovács 58' 59' Juhász 70' Sitku 80' Kuttor 88' |

| Sóstói Stadion, Székesfehérvár Nézőszám: 1 500 Játékvezető: Sápi Csaba (magyar) |

| 6. forduló 2003. szeptember 12. |

| BFC Siófok                                 | 2 – 0   | Előre FC Békéscsaba                                |
| ------------------------------------------ | ------- | -------------------------------------------------- |
| Bujáki 13' (öngól) Mészáros 45' László 83' | (2 – 0) | Vincze 33' Bujáki 45' Bánföldi 61' Schindler 90+1' |

| Révész Géza utcai stadion, Siófok Nézőszám: 500 Játékvezető: Dubraviczky Attila (magyar) |

| 7. forduló 2003. szeptember 20. |

| MTK Hungária                               | 1 – 0   | BFC Siófok                                             |
| ------------------------------------------ | ------- | ------------------------------------------------------ |
| Czvitkovics 72' Halmai 41′, 85′ Molnár 49' | (0 – 0) | Mészáros 11' Sitku 13' Usvat 57' Kovács 70' Sallai 90' |

| Hidegkuti Nándor Stadion, Budapest Nézőszám: 2 000 Játékvezető: Hanacsek Attila (magyar) |

| 8. forduló 2003. szeptember 27. |

| BFC Siófok | 1 – 0   | Újpest    |
| ---------- | ------- | --------- |
| Csordás 6' | (1 – 0) | Simek 27' |

| Révész Géza utcai stadion, Siófok Nézőszám: 3 000 Játékvezető: Solymosi Péter (magyar) |

| 9. forduló 2003. október 4. |

| FC Sopron                                 | 2 – 1   | BFC Siófok                                 |
| ----------------------------------------- | ------- | ------------------------------------------ |
| Balaskó 39' Tóth 90+2' Grósz 26' Pető 83' | (1 – 1) | Kuttor 43' Kovács 51' Virág 69' Juhász 84' |

| Káposztás utcai Stadion, Sopron Nézőszám: 4 200 Játékvezető: Szabó Zsolt (magyar) |

| 10. forduló 2003. október 19. |

| BFC Siófok   | 0 – 1   | Zalaegerszegi TE                                |
| ------------ | ------- | ----------------------------------------------- |
| Mészáros 78' | (0 – 0) | Józsi 85' Ljubojević 43' Egressy 45' Babati 80' |

| Révész Géza utcai stadion, Siófok Nézőszám: 1 500 Játékvezető: Fábián Mihály (magyar) |

| 11. forduló 2003. október 25. |

| Pécsi MFC  | 0 – 2   | BFC Siófok                                      |
| ---------- | ------- | ----------------------------------------------- |
| Dienes 82' | (0 – 2) | Kovács 34' 79' Csordás 59' Virág 45' Kuttor 77' |

| PMFC Stadion, Pécs Nézőszám: 3 000 Játékvezető: Saskőy Szabolcs (magyar) |

| 12. forduló 2003. november 1. |

| Ferencváros             | 0 – 1               | BFC Siófok            |
| ----------------------- | ------------------- | --------------------- |
| Dragóner 45' Tököli 88' | (0 – 1) Jegyzőkönyv | Kuttor 25' Juhász 16' |

| Üllői út, Budapest Nézőszám: 5 467 Játékvezető: Kiss Béla (magyar) |

| 13. forduló 2003. november 8. |

| BFC Siófok          | 1 – 0   | Győri ETO |
| ------------------- | ------- | --------- |
| Sitku 64' Virág 84' | (0 – 0) |           |

| Révész Géza utcai stadion, Siófok Nézőszám: 2 000 Játékvezető: Szarka Zoltán (magyar) |

| 14. forduló 2003. november 15. |

| Haladás                                   | 0 – 4   | BFC Siófok                                                  |
| ----------------------------------------- | ------- | ----------------------------------------------------------- |
| Kaj 48' Edivaldo 50' Lőrincz 57' Tóth 60' | (0 – 2) | Kovács 21' Csordás 45' 66' Sitku 90+1' Vörös 11' Sallai 53' |

| Rohonci úti stadion, Szombathely Nézőszám: 2 000 Játékvezető: Arany Tamás (magyar) |

| 15. forduló 2003. november 22. 15:30 |

| Debreceni VSC       | 0 – 1               | BFC Siófok          |
| ------------------- | ------------------- | ------------------- |
| Éger 76' Sándor 85' | (0 – 0) Jegyzőkönyv | Vörös 80' Virág 51' |

| Oláh Gábor utcai stadion, Debrecen Nézőszám: 5 000 Játékvezető: Megyebíró János (magyar) |

| 16. forduló 2003. november 28. |

| BFC Siófok                                   | 1 – 0   | Videoton            |
| -------------------------------------------- | ------- | ------------------- |
| Virág 30' László 43' Mészáros 51' Györök 55' | (1 – 0) | Koller 49' Tóth 56' |

| Révész Géza utcai stadion, Siófok Nézőszám: 2 000 Játékvezető: Szarka Zoltán (magyar) |

#### Tavaszi fordulók
| 17. forduló 2004. március 6. |

| Előre FC Békéscsaba  | 1 – 1   | BFC Siófok                                                 |
| -------------------- | ------- | ---------------------------------------------------------- |
| Tóth 38' Vilotic 43' | (1 – 0) | Juhász 48' 37' Radics 30' Hegedűs 32' Sitku 53' László 84' |

| Kórház utcai stadion, Békéscsaba Nézőszám: 2 740 Játékvezető: Szabó Zsolt (magyar) |

| 18. forduló 2004. március 14. |

| BFC Siófok           | 0 – 2   | MTK Hungária                                              |
| -------------------- | ------- | --------------------------------------------------------- |
| László 43' Virág 63' | (0 – 0) | Pisont 76' Rednic 90+4' Janjić 44' Komlósi 83' Carlos 90' |

| Révész Géza utcai stadion, Siófok Nézőszám: 2 000 Játékvezető: Szarka Zoltán (magyar) |

| 19. forduló 2004. március 21. |

| Újpest       | 0 – 1   | BFC Siófok           |
| ------------ | ------- | -------------------- |
| Polonkai 73' | (0 – 0) | Györök 83' Virág 31' |

| Megyeri út, Budapest Nézőszám: 2 506 Játékvezető: Sápi Csaba (magyar) |

| 20. forduló 2004. március 27. |

| BFC Siófok | 0 – 0   | FC Sopron |
| ---------- | ------- | --------- |
| Kuttor 55' | (0 – 0) | Fehér 27' |

| Révész Géza utcai stadion, Siófok Nézőszám: 1 500 Játékvezető: Fábián Mihály (magyar) |

| 21. forduló 2004. április 3. |

| Zalaegerszegi TE                                       | 1 – 1   | BFC Siófok                                   |
| ------------------------------------------------------ | ------- | -------------------------------------------- |
| Gyánó 40' Ljubojević 35' Szamosi 72' Sebők J. 76′, 77′ | (1 – 1) | Mészáros 5' László 37' Vörös 61' Usvat 90+1' |

| ZTE Aréna, Zalaegerszeg Nézőszám: 5 000 Játékvezető: Juhos Attila (magyar) |

| 22. forduló 2004. április 7. |

| BFC Siófok          | 2 – 0   | Pécsi MFC                          |
| ------------------- | ------- | ---------------------------------- |
| Kuttor 8' Sitku 81' | (1 – 0) | Pavičević 53' Bajúsz 63' Berdó 69' |

| Révész Géza utcai stadion, Siófok Nézőszám: 1 000 Játékvezető: Arany Tamás (magyar) |

| 23. forduló (rájátszás) 2004. április 10. |

| BFC Siófok           | 0 – 0   | MTK Hungária |
| -------------------- | ------- | ------------ |
| Kovács 31' Virág 81' | (0 – 0) | Pusztai 28'  |

| Révész Géza utcai stadion, Siófok Nézőszám: 1 000 Játékvezető: Megyebíró János (magyar) |

| 24. forduló (rájátszás) 2004. április 17. |

| Újpest                     | 1 – 1   | BFC Siófok                           |
| -------------------------- | ------- | ------------------------------------ |
| Feczesin 77' Erős 63′, 81′ | (0 – 0) | Bajevszki 76' Kovács 59' Hegedűs 79' |

| Megyeri út, Budapest Nézőszám: 2 219 Játékvezető: Hanacsek Attila (magyar) |

| 25. forduló (rájátszás) 2004. április 21. |

| Ferencváros  | 0 – 4               | BFC Siófok                                                                               |
| ------------ | ------------------- | ---------------------------------------------------------------------------------------- |
| Kiss 8′, 35′ | (0 – 1) Jegyzőkönyv | Usvat 26' Sitku 57' 72' Csordás 76' (11-esből) Csernyánszki 40' Bajevszki 53' Juhász 67' |

| Üllői út, Budapest Nézőszám: 5 662 Játékvezető: Dubraviczky Attila (magyar) |

| 26. forduló (rájátszás) 2004. május 1. 18:00 |

| BFC Siófok                       | 1 – 1               | Debreceni VSC                     |
| -------------------------------- | ------------------- | --------------------------------- |
| Hegedűs 8' Usvat 50' Csordás 79' | (1 – 1) Jegyzőkönyv | Bogdanović 26' 26' Flávio Pim 77' |

| Révész Géza utcai stadion, Siófok Nézőszám: 3 000 Játékvezető: Szarka Zoltán (magyar) |

| 27. forduló (rájátszás) 2004. május 8. |

| FC Sopron                                     | 3 – 0   | BFC Siófok                                         |
| --------------------------------------------- | ------- | -------------------------------------------------- |
| Tóth 29' 72' Balaskó 87' Bagoly 32' Grósz 76' | (1 – 0) | Virág 22′, 59′ László 51' Kőrösi 53' Bajevszki 80' |

| Káposztás utcai Stadion, Sopron Nézőszám: 3 200 Játékvezető: Saskőy Szabolcs (magyar) |

| 28. forduló (rájátszás) 2004. május 12. |

| MTK Hungária                                     | 0 – 2   | BFC Siófok                           |
| ------------------------------------------------ | ------- | ------------------------------------ |
| Janjić 6′, 9′ Füzi 10' Pusztai 46' Torghelle 69' | (0 – 2) | Kuttor 6' Kovács 35' 12' Hegedűs 86' |

| Hidegkuti Nándor Stadion, Budapest Nézőszám: 500 Játékvezető: Hanacsek Attila (magyar) |

| 29. forduló (rájátszás) 2004. május 15. |

| BFC Siófok                                  | 0 – 1   | Újpest                                                 |
| ------------------------------------------- | ------- | ------------------------------------------------------ |
| Radics 25' Kovács 38' Kuttor 69' Sallai 84' | (0 – 0) | Tóth 69' Vanczák 39' Bükszegi 60′ Tamási 74' Simek 85' |

| Révész Géza utcai stadion, Siófok Nézőszám: 5 000 Játékvezető: Dubraviczky Attila (magyar) |

| 30. forduló (rájátszás) 2004. május 19. |

| BFC Siófok                                            | 2 – 3               | Ferencváros                                                    |
| ----------------------------------------------------- | ------------------- | -------------------------------------------------------------- |
| László 36' Sitku 41' Juhász 29' Kőrösi 73' Kovács 87' | (2 – 1) Jegyzőkönyv | Lipcsei 16' Sasu 79' Leandro 80' Rósa 30' Botis 54' Tököli 77' |

| Révész Géza utcai stadion, Siófok Nézőszám: 5 000 Játékvezető: Kassai Viktor (magyar) |

| 31. forduló (rájátszás) 2004. május 22. 18:00 |

| Debreceni VSC                 | 3 – 0               | BFC Siófok           |
| ----------------------------- | ------------------- | -------------------- |
| Bajzát 11' Bogdanović 28' 51' | (2 – 0) Jegyzőkönyv | Virág 84' Györök 89' |

| Oláh Gábor utcai stadion, Debrecen Nézőszám: 7 000 Játékvezető: Bede Ferenc (magyar) |

| 32. forduló (rájátszás) 2004. május 27. |

| BFC Siófok | 0 – 1   | FC Sopron                        |
| ---------- | ------- | -------------------------------- |
| Juhász 79' | (0 – 0) | Huszti 65' Balaskó 17' Lazić 40' |

| Révész Géza utcai stadion, Siófok Nézőszám: 1 000 Játékvezető: Megyebíró János (magyar) |

#### Végeredmény (Felsőház)
| # | Csapat          | J  | Gy | D  | V  | Rg | Kg | Gk  | P  | Megjegyzés                              |
| - | --------------- | -- | -- | -- | -- | -- | -- | --- | -- | --------------------------------------- |
| 1 | Ferencvárosi TC | 32 | 16 | 9  | 7  | 44 | 30 | +14 | 57 | Bajnok, 2004-2005-ös BL 2. selejtezőkör |
| 2 | Újpest FC       | 32 | 15 | 11 | 6  | 48 | 29 | +19 | 56 | 2004–2005-ös UEFA-kupa 2. selejtezőkör  |
| 3 | Debreceni VSC   | 32 | 16 | 8  | 8  | 51 | 32 | +19 | 56 | 2004-es Intertotó-kupa                  |
| 4 | BFC Siófok      | 32 | 14 | 8  | 10 | 34 | 24 | +10 | 50 |                                         |
| 5 | Matáv Sopron    | 32 | 13 | 9  | 10 | 53 | 42 | +11 | 48 | 2004-es Intertotó-kupa                  |
| 6 | MTK Budapest    | 32 | 11 | 11 | 10 | 42 | 40 | +2  | 44 |                                         |

#### Eredmények összesítése
Az alábbi táblázatban összesítve szerepelnek a BFC Siófok 2003/04-es bajnokságban elért eredményei.
| Ősz/tavasz (forduló)    | Otthon | Otthon | Otthon | Otthon | Otthon | Otthon | Otthon | Idegenben | Idegenben | Idegenben | Idegenben | Idegenben | Idegenben | Idegenben |
| Ősz/tavasz (forduló)    | M      | GY     | D      | V      | LG–KG  | GK     | P      | M         | GY        | D         | V         | LG–KG     | GK        | P         |
| ----------------------- | ------ | ------ | ------ | ------ | ------ | ------ | ------ | --------- | --------- | --------- | --------- | --------- | --------- | --------- |
| Őszi szezon (1–16.)     | 8      | 6      | 1      | 1      | 9–2    | +7     | 19     | 8         | 4         | 1         | 3         | 10–5      | +5        | 13        |
| Tavaszi szezon (17–32.) | 8      | 1      | 3      | 4      | 5–8    | –3     | 6      | 8         | 3         | 3         | 2         | 10–9      | +1        | 12        |
| Összesen (1–32.)        | 16     | 7      | 4      | 5      | 14–10  | +4     | 25     | 16        | 7         | 4         | 5         | 20–14     | +6        | 25        |

## Külső hivatkozások
- A csapat hivatalos honlapja